# St. Johannes (Tostedt)

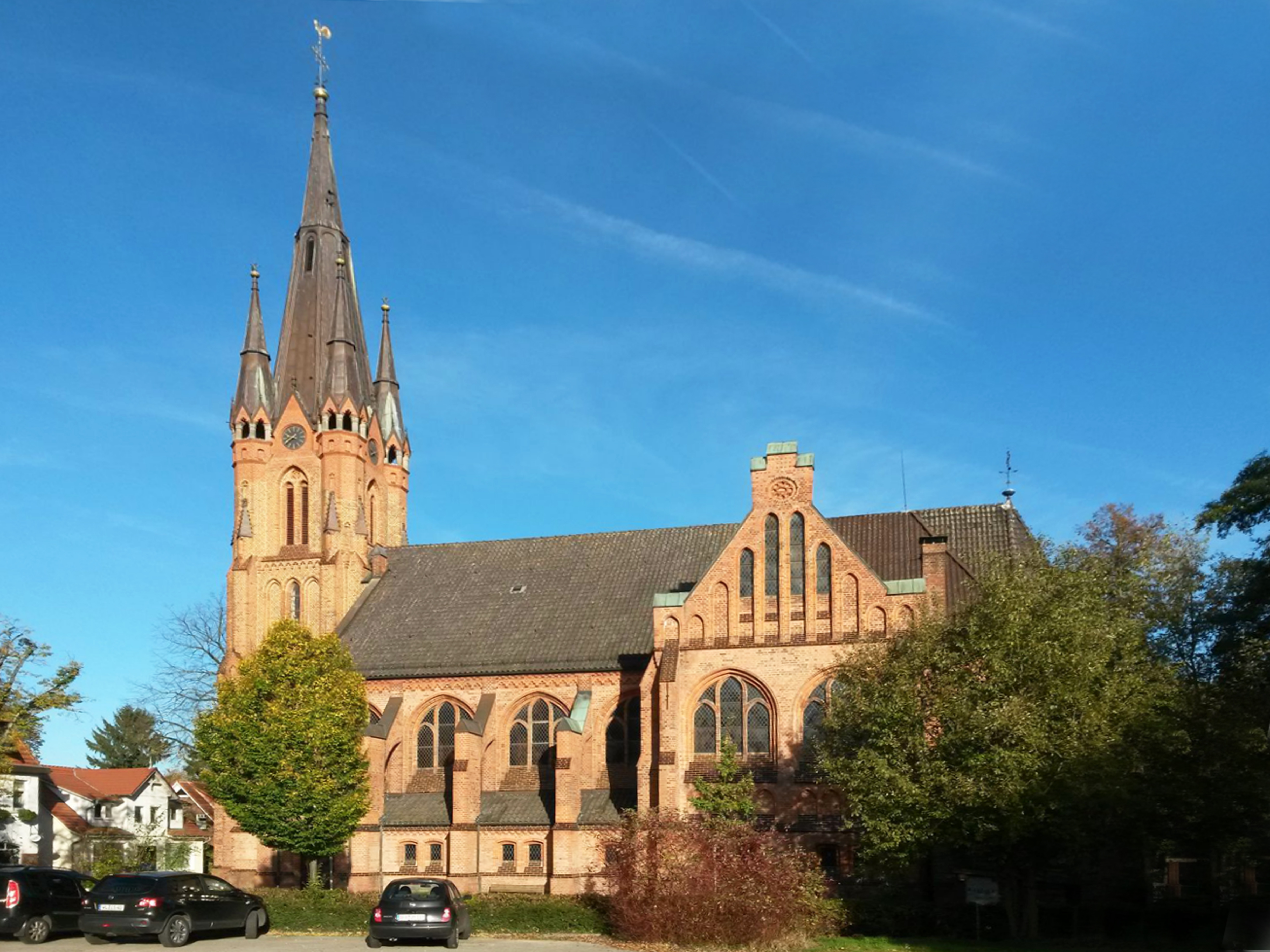
St. Johannes

Die evangelisch-lutherische denkmalgeschützte Kirche St. Johannes steht in Tostedt, einer Gemeinde im Landkreis Harburg in Niedersachsen. Die Kirchengemeinde gehört zum Kirchenkreis Hittfeld im Sprengel Lüneburg der  Evangelisch-lutherischen Landeskirche Hannovers.

## Beschreibung
Die neugotische Kreuzbasilika aus Backsteinen wurde 1878–1880 nach einem Entwurf von Conrad Wilhelm Hase errichtet, der auch den Orgelprospekt entworfen hatte. Der quadratische Kirchturm im Westen ist mit einem achtseitigen spitzen Helm bedeckt, ebenso wie die ihn flankierenden Treppentürme. Das Langhaus hat vier Joche, das Querschiff zwei Achsen. An den Chor schließt sich eine dreiseitige Apsis an. Die Wände werden von Strebepfeilern gestützt.
Der geräumige Innenraum ist gewölbt. Die steinernen Emporen weichen in den Querarmen zurück, sodass eine zentralisierende Wirkung entsteht. Die Kirchenausstattung stammt aus der Bauzeit, es wurden aber bedeutende ältere Stücke aus den Vorgängerbauten beibehalten, so die Kanzel mit dem Schalldeckel von 1608 und das bronzene dreibeinige Taufbecken aus dem Jahr 1423. In das neugotische Altarretabel von Theodor Maßler wurden spätgotische Reliefs und Statuetten eines geschnitzten Altars vom Ende des 15. Jahrhunderts eingefügt. Die Orgel mit zwei Manualen wurde unter Verwendung älterer Teile 1879 in der Werkstatt von Philipp Furtwängler & Söhne gebaut.